# IC 3549
IC 3549 је појединачна звијезда у сазвјежђу Береникина коса која се налази на листи објеката дубоког неба у Индекс каталогу.
Деклинација објекта је + 26° 23' 44" а ректасцензија 12h 35m 50,9s.